# Университет Лилля — Северной Франции
Университет Лилля — Северной Франции (фр. Université Lille Nord de France) — центр исследований и сотрудничества между университетами, основан в 2009 году для оптимизации сотрудничества между университетами на местном и международном уровнях. Включает 6 университетов региона и высшую школу, насчитывает 110 000 студентов.
Союз состоит из
| - Университет Лилль I - Центральная школа Лилля - Университет Лилль II (фр.) - Университет Лилль III (фр.) |  | - Университет Артуа в городе Аррас - Университет Литораль (фр.) в городах Дюнкерк, Кале, Булонь-сюр-Мер и Сент-Омер - Университет Валансьена в городах Валансьен, Камбре и Мобёж - Горная школа Дуэ (фр.) в городе Дуэ |

Университет входит в ассоциацию университетов Европы Утрехтская сеть.

## Известные профессора и выпускники

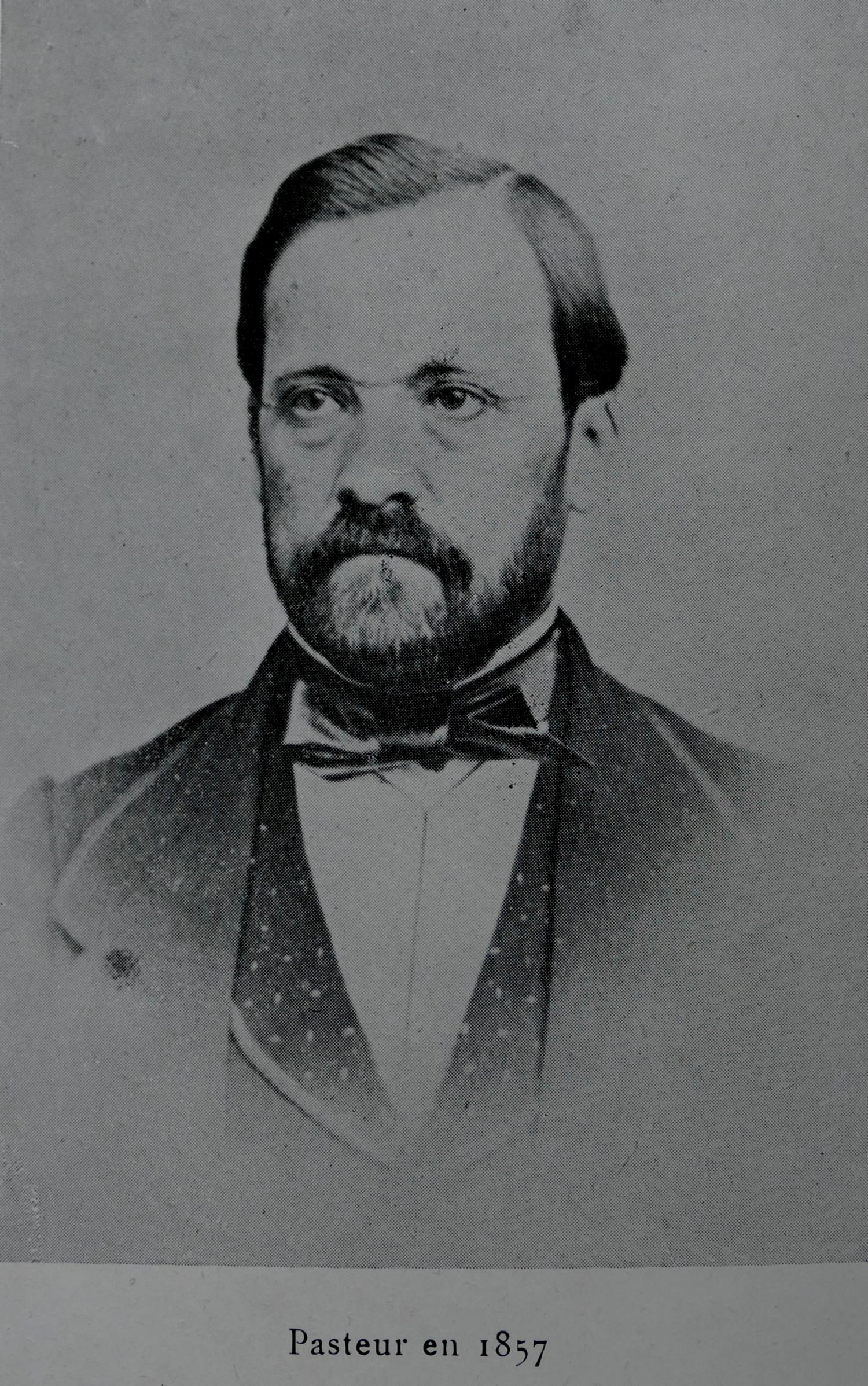
Пастер, Луи
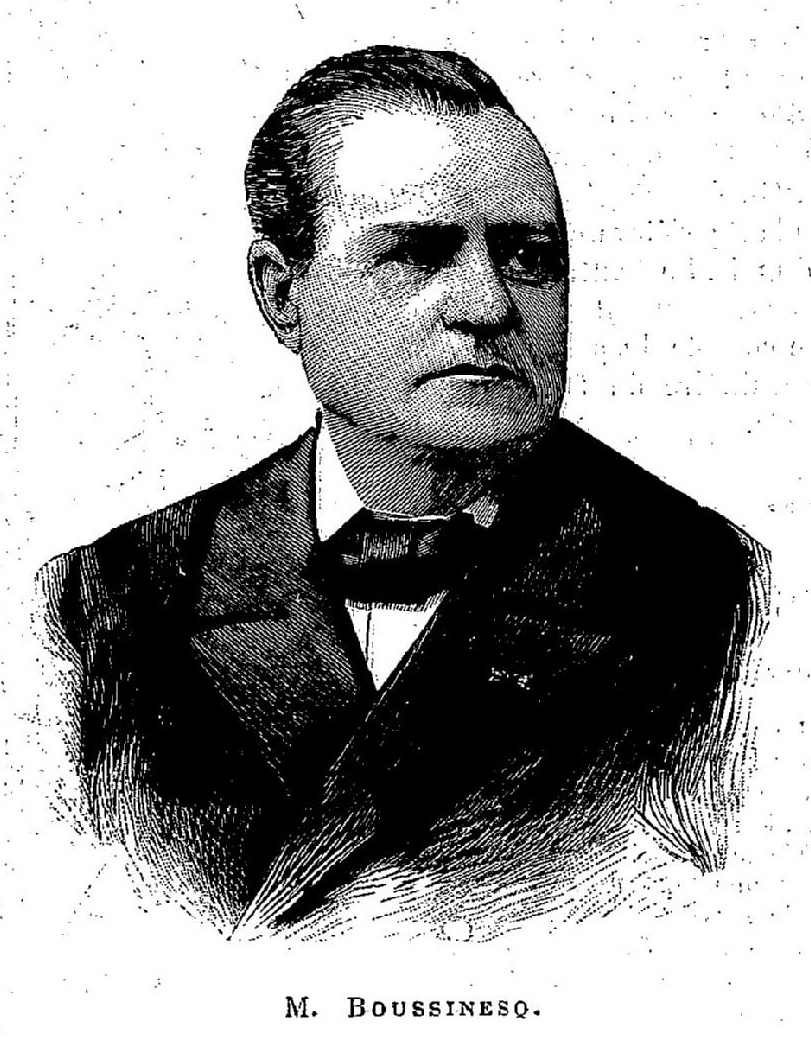
Буссинеск, Жозеф Валантен
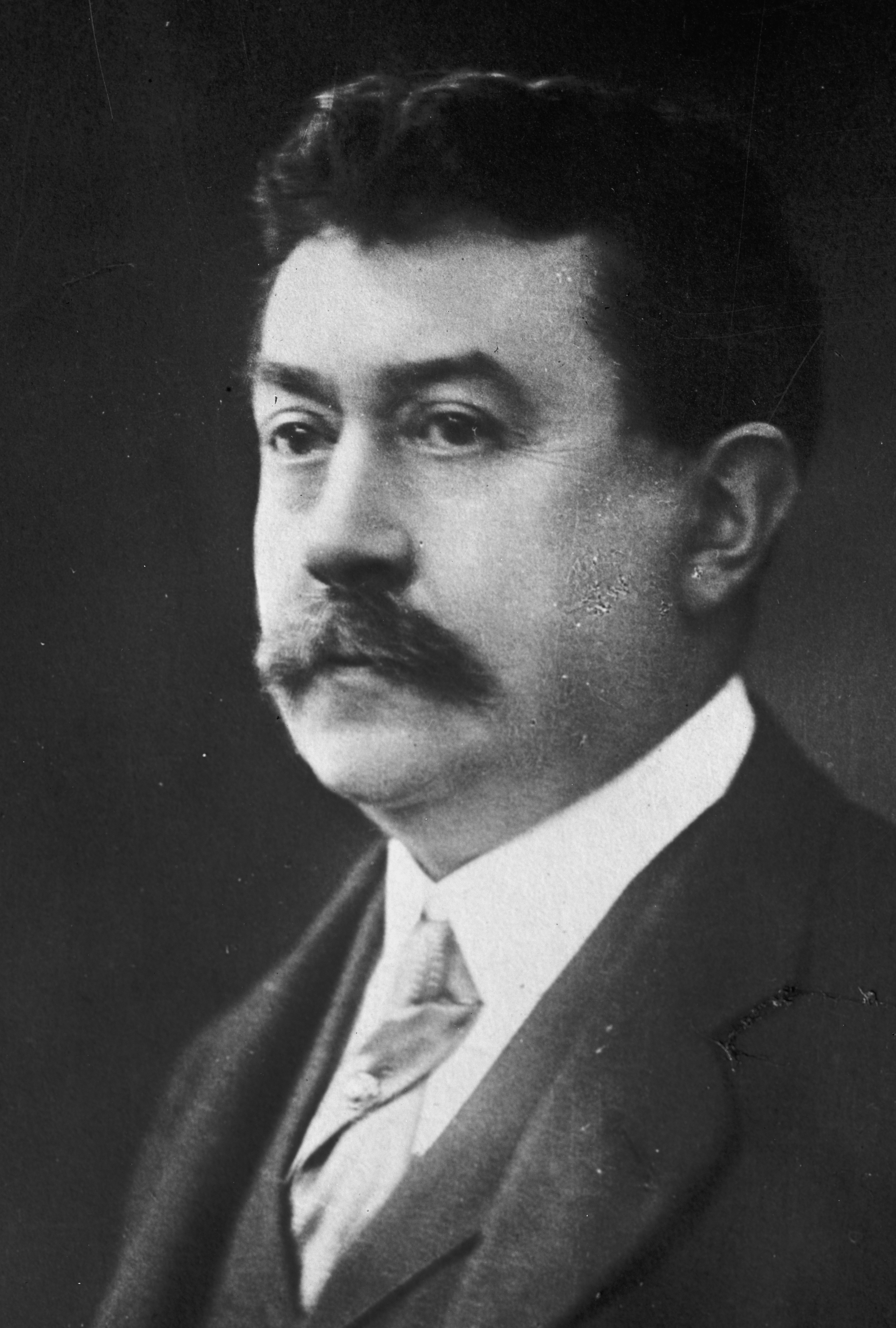
Пенлеве, Поль
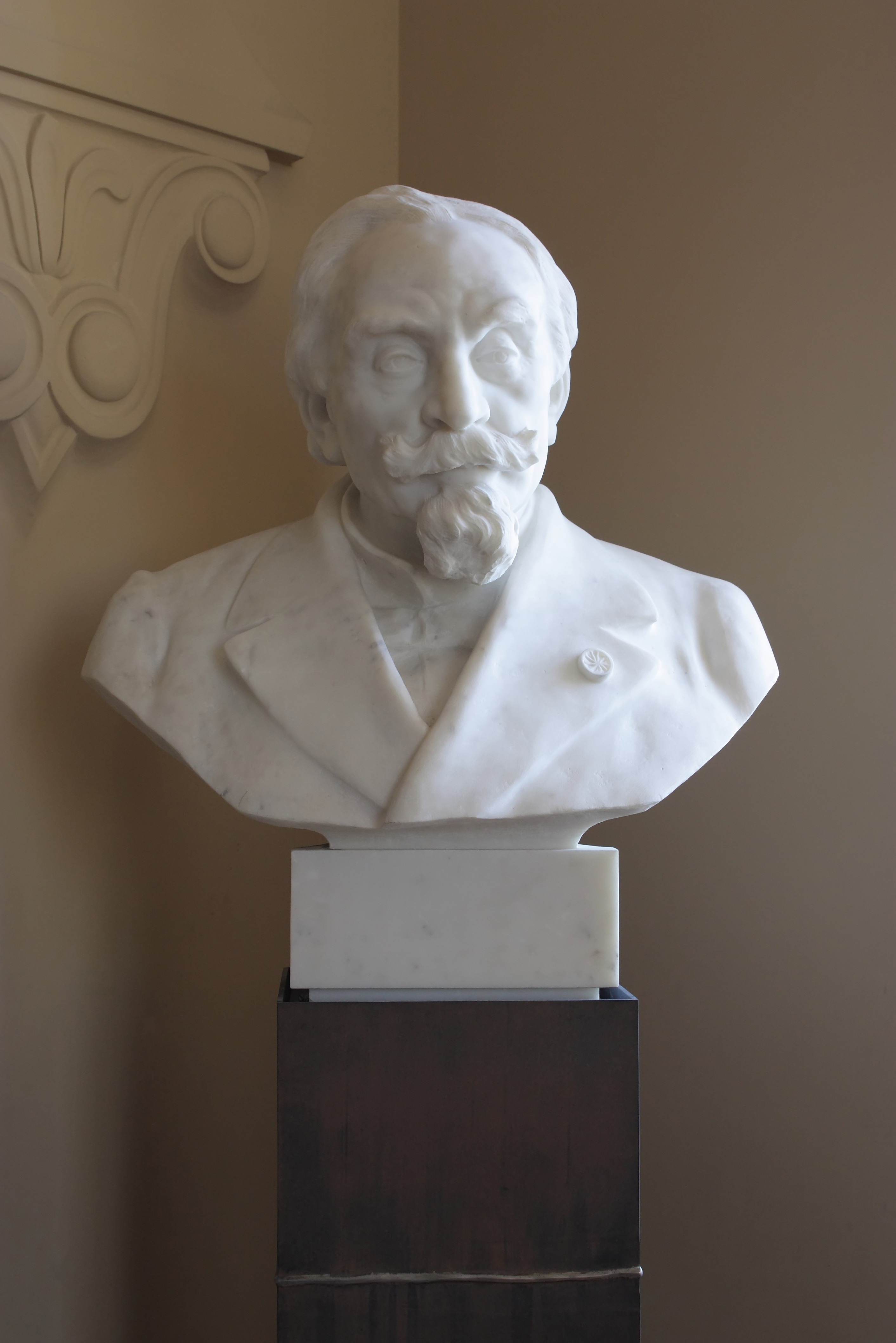
Лаказ-Дютье, Феликс Жозеф Анри

## Фотогалерея

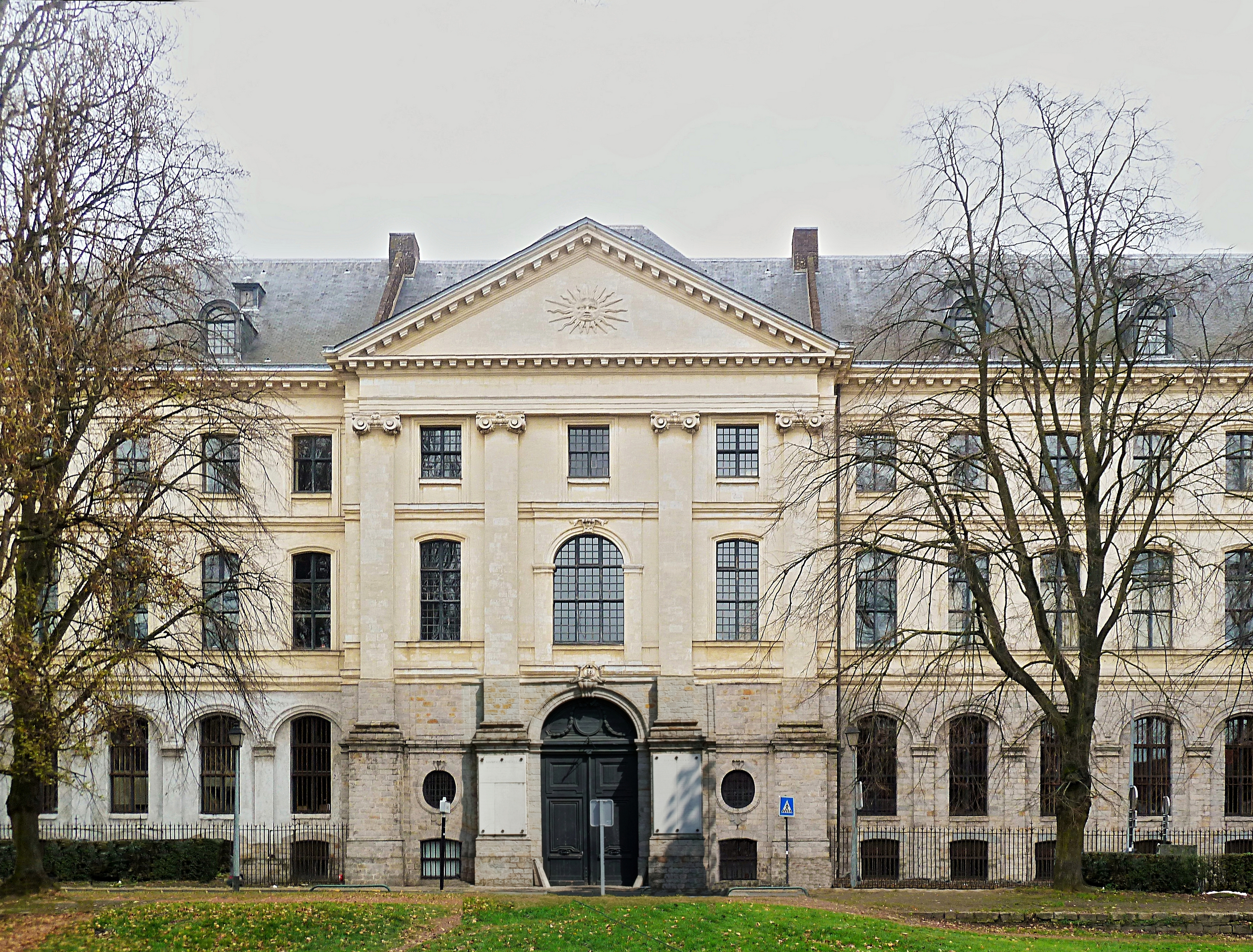
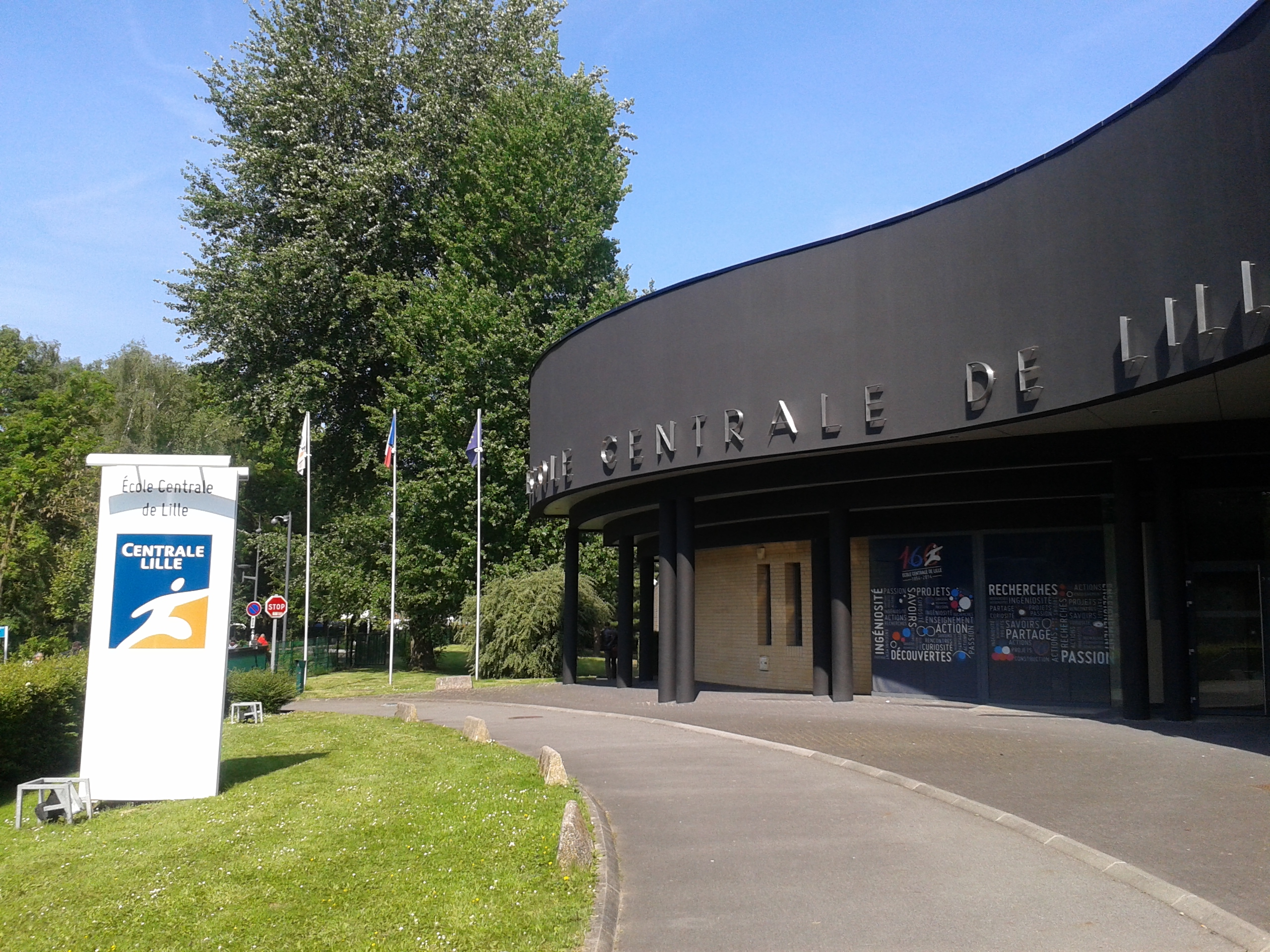
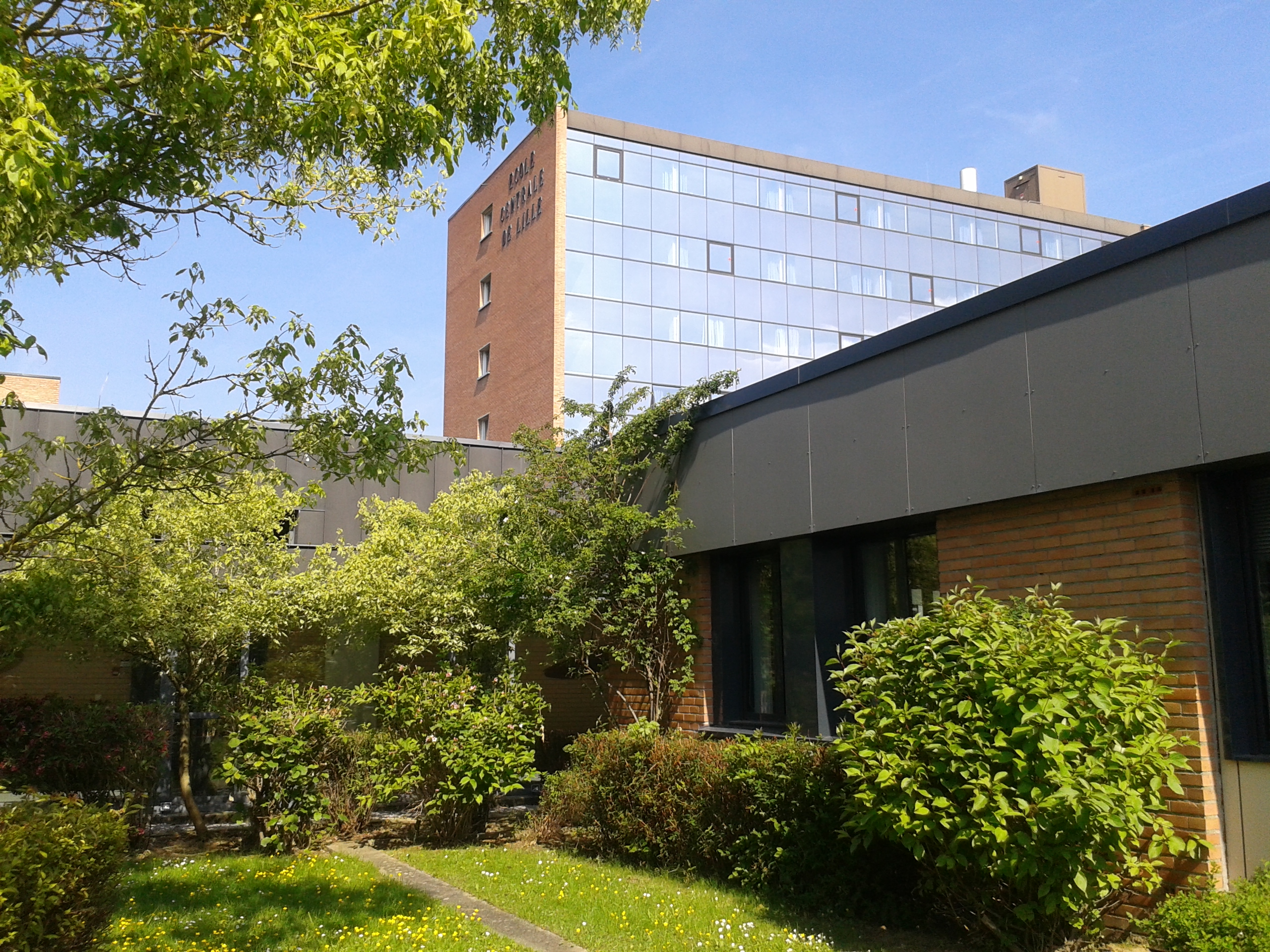
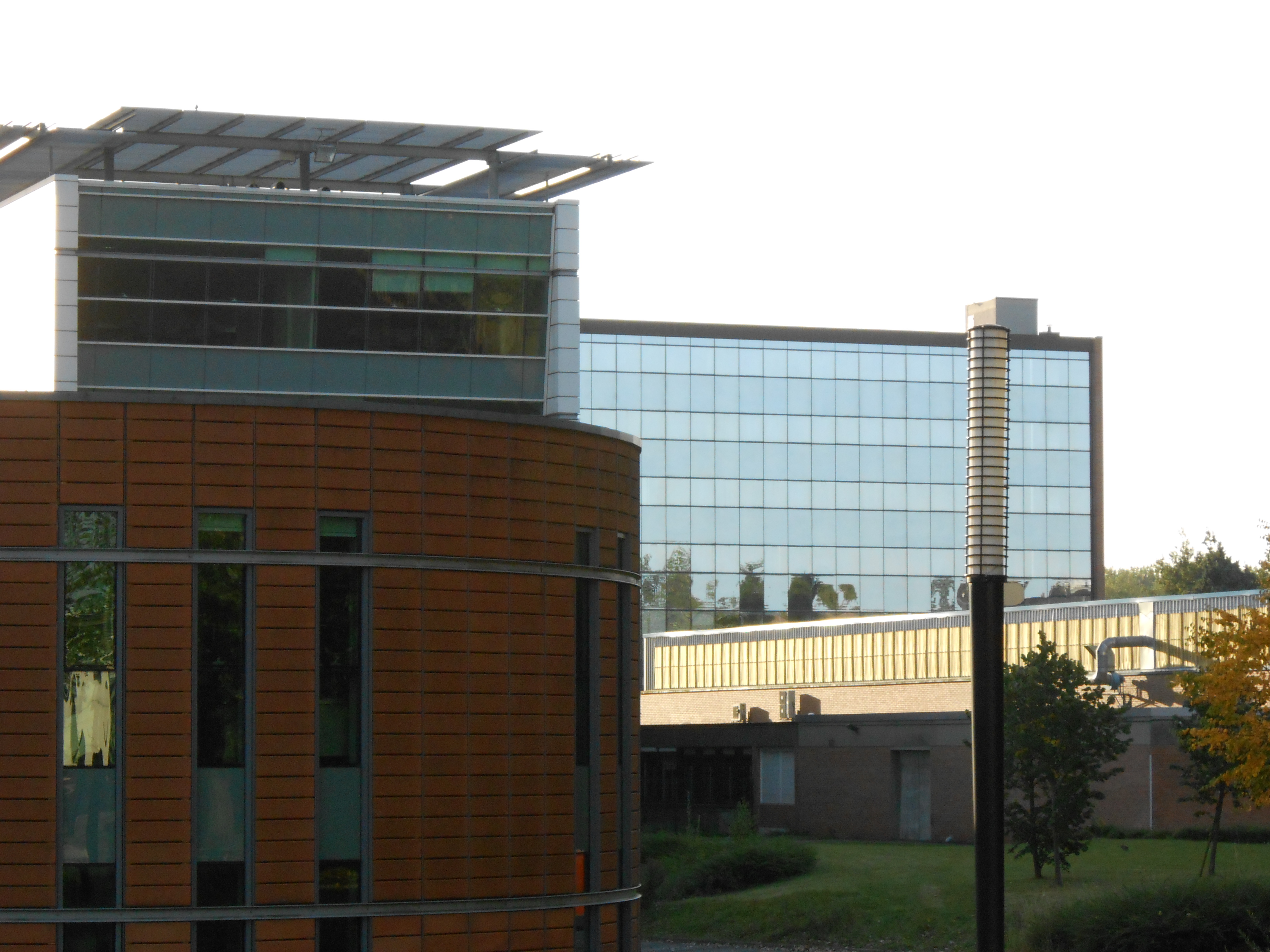
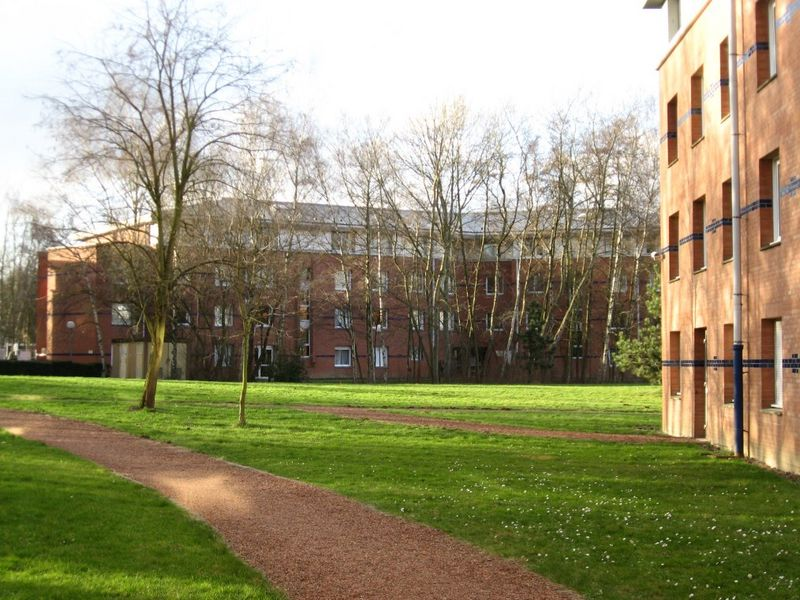
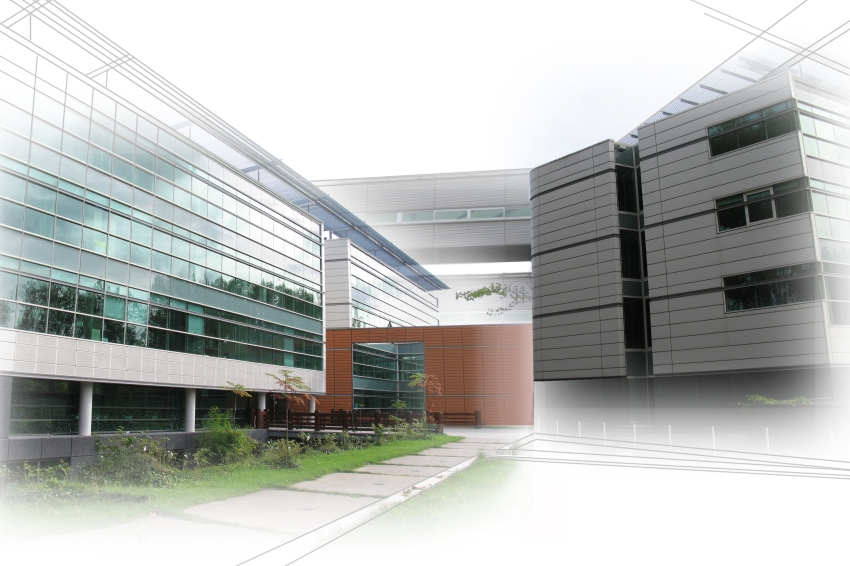
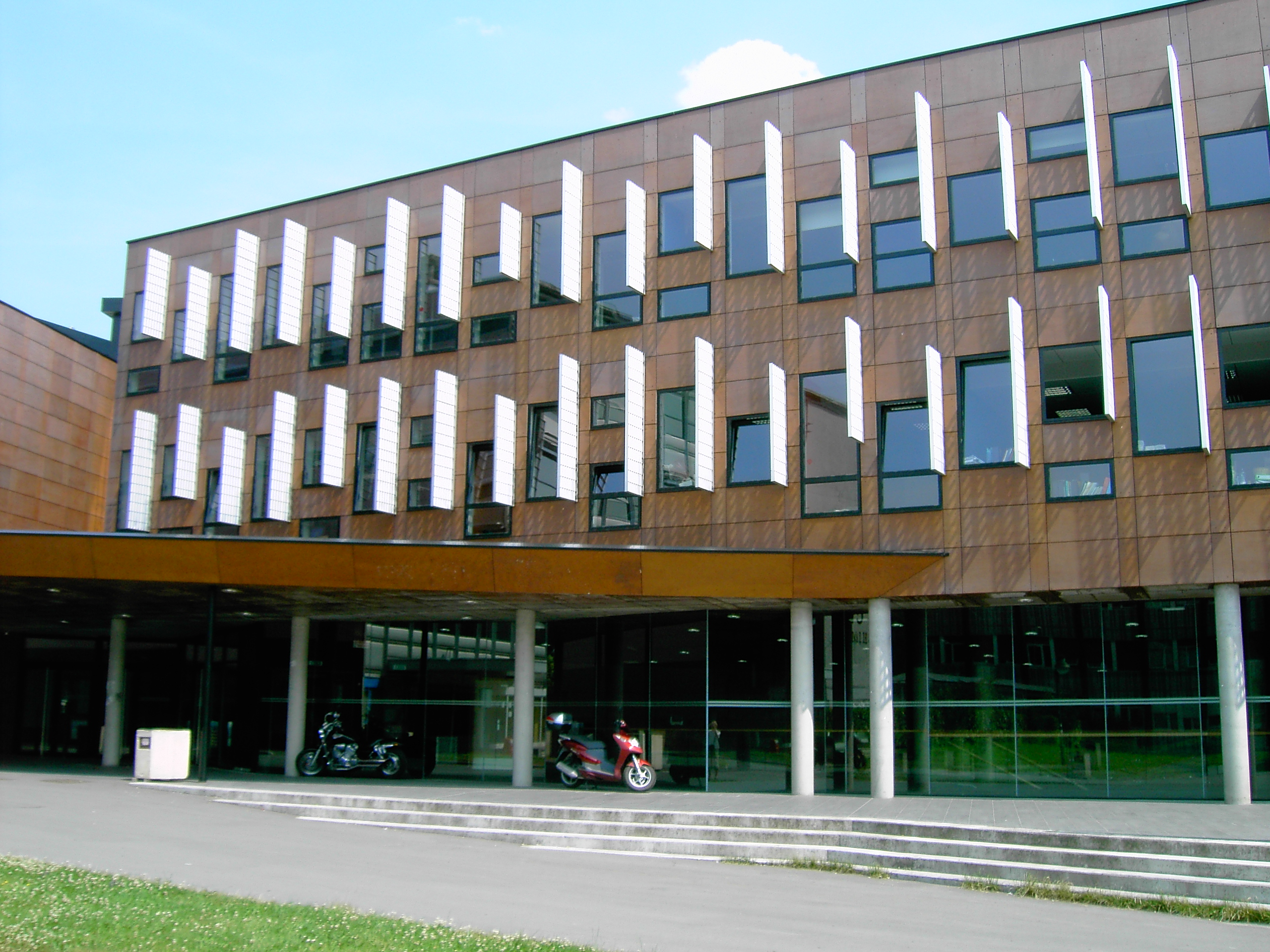
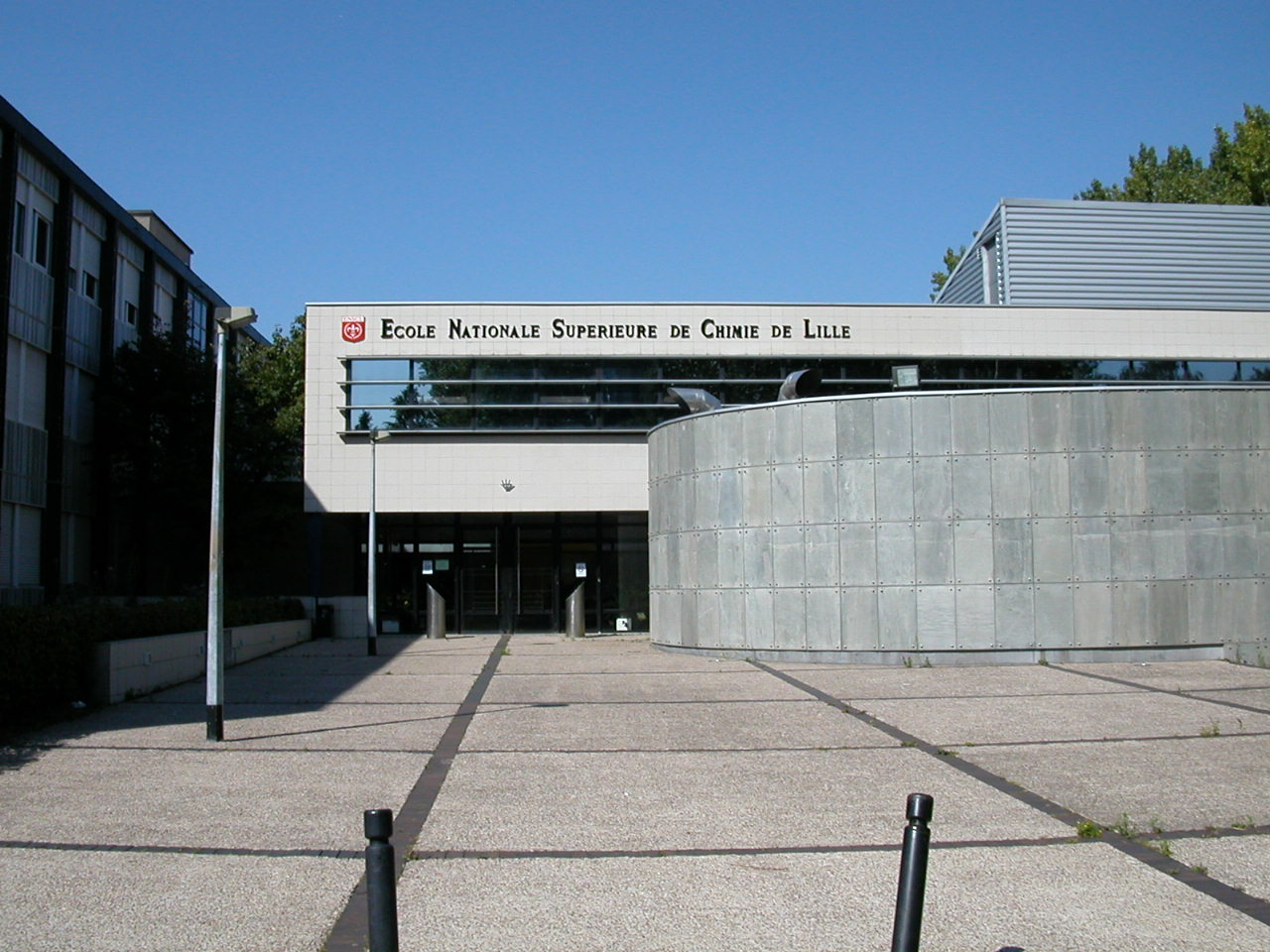